# Aigle Azur
Aigle Azur (Еґль Азюр, фр. «лазуровий орел») — колишня французька авіакомпанія, що виконувала регулярні та чартерні пасажирські перевезення в країнах Європи і Північної Африки. Базується в аеропорту Орлі. Авіакомпанія була ліквідована рішенням суду 27 вересня 2019 року.

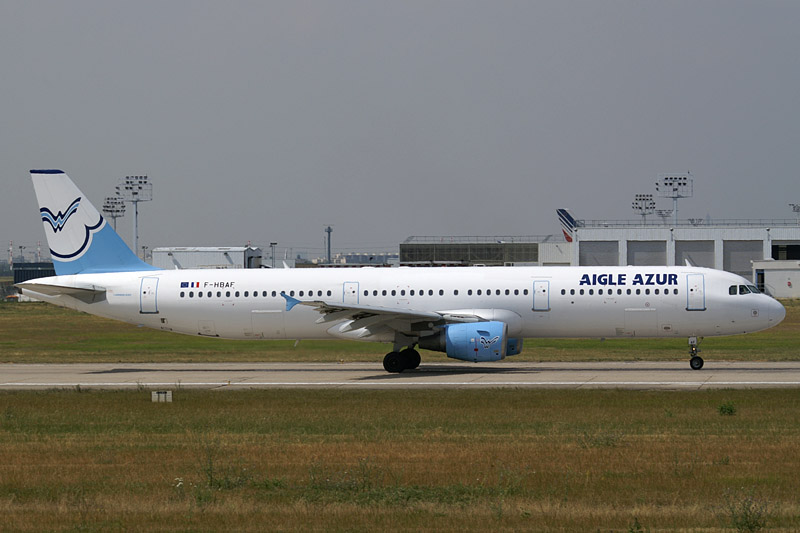
Aigle Azur A321 F-HBAF

## Історія
Авіакомпанія була заснована в післявоєнній Франції в квітні 1946 року. В експлуатації були літаки Douglas DC-3.
6 вересня 2019 року авіакомпанія оголосила про банкрутство.

## Маршрутна мережа
Дистанції на серпень 2018:
| Держава    | Місто       | Аеропорт                         | Примітки                              | Refs  |
| ---------- | ----------- | -------------------------------- | ------------------------------------- | ----- |
| Алжир      | Алжир       | Алжир (аеропорт)                 |                                       |       |
| Алжир      | Беджая      | Беджая (аеропорт)                |                                       |       |
| Алжир      | Константіна | Константіна (аеропорт)           |                                       |       |
| Алжир      | Оран        | Оран (аеропорт)                  |                                       |       |
| Алжир      | Сетіф       | Сетіф (аеропорт)                 |                                       |       |
| Алжир      | Тлемсен     | Тлемсен (аеропорт)               |                                       |       |
| Бразилія   | Сан-Паулу   | Сан-Паулу-Віракопус              |                                       |       |
| Китай      | Пекін       | Пекін (аеропорт)                 |                                       | [ 4 ] |
| Китай      | Сіань       | Сіань (аеропорт)                 |                                       |       |
| Італія     | Мілан       | Мілан-Мальпенса                  |                                       |       |
| Франція    | Ліон        | Ліон (аеропорт)                  |                                       |       |
| Франція    | Марсель     | Марсель (аеропорт)               |                                       |       |
| Франція    | Нант        | Нант (аеропорт)                  |                                       |       |
| Франція    | Париж       | Париж-Шарль де Голль             |                                       |       |
| Франція    | Париж       | Париж-Орлі                       | хаб                                   |       |
| Франція    | Тулуза      | Тулуза (аеропорт)                |                                       |       |
| Німеччина  | Берлін      | Берлін-Тегель                    |                                       |       |
| Ліван      | Бейрут      | Бейрут (аеропорт)                |                                       |       |
| Малі       | Бамако      | Бамако (аеропорт)                |                                       |       |
| Португалія | Фару        | Фару (аеропорт)                  |                                       |       |
| Португалія | Мадейра     | Мадейра (аеропорт)               |                                       |       |
| Португалія | Лісабон     | Лісабон (аеропорт)               |                                       |       |
| Португалія | Порту       | Порту (аеропорт)                 |                                       |       |
| Росія      | Москва      | Москва-Домодєдово                |                                       | [ 5 ] |
| Сенегал    | Дакар       | Даккар (аеропорт)                |                                       |       |
| Сенегал    | Дакар       | Аеропорт Леопольд Седар Сенгор   | Аеропорт закрито — напрямок скасовано |       |
| Швейцарія  | Базель      | Базель-Мюлуз-Фрайбург (аеропорт) |                                       |       |
| Франція    | Мюлуз       | Базель-Мюлуз-Фрайбург (аеропорт) |                                       |       |
| Німеччина  | Фрайбург    | Базель-Мюлуз-Фрайбург (аеропорт) |                                       |       |

### Код-шеринг
Aigle Azur має угоди про код-шеринг з наступними авіакомпаніями:
- Air Caraïbes
- Azul Brazilian Airlines
- Corsair International
- Hainan Airlines
- S7 Airlines
- TAP Air Portugal

## Флот
| Тип             | В дії | Замовлено | Пасажирів | Пасажирів | Пасажирів | Примітки                           |
| Тип             | В дії | Замовлено | C         | Y         | Разом     | Примітки                           |
| --------------- | ----- | --------- | --------- | --------- | --------- | ---------------------------------- |
| Airbus A319-100 | 1     | —         | —         | 144       | 144       |                                    |
| Airbus A320-200 | 9     | —         | —         | 174       | 174       | 1 борт оредований TAP Air Portugal |
| Airbus A320-200 | 9     | —         | 36        | 138       | 174       | 1 борт оредований TAP Air Portugal |
| Airbus A330-200 | 2     | 1         | 19        | 268       | 287       | у новій лівреї                     |
| Разом           | 12    | 1         |           |           |           |                                    |